# اتا عقاب
اتا عقاب یک ستاره است که در صورت فلکی عقاب قرار دارد.